# Ctenophthalmus ruris
Ctenophthalmus ruris är en loppart som beskrevs av Jordan 1929. Ctenophthalmus ruris ingår i släktet Ctenophthalmus och familjen mullvadsloppor. Inga underarter finns listade i Catalogue of Life.